# Run Away with Me
Run Away with Me è un singolo della cantante canadese Carly Rae Jepsen, pubblicato il 17 luglio 2015 come secondo estratto dal terzo album in studio Emotion.

## Pubblicazione
Run Away with Me è stato presentato per la prima volta sull'emittente radiofonica spagnola Hit Fm il 17 giugno 2015.

## Video musicale
Il video musicale, reso disponibile lo stesso giorno della pubblicazione ufficiale nel canale Vevo della cantante, è stato girato a Dublino, Londra, Parigi, New York, Toronto e Tokyo.

## Formazione
Hanno partecipato alle registrazioni, secondo le note di copertina di Emotion:
- Carly Rae Jepsen – voce, cori
- Shellback – produzione
- Mattman & Robin – produzione, chitarra, basso, batteria, percussioni, programmazione, cori
- Wojtek Goral – sassofono
- Noonie Bao – cori
- Sibel Redžep – cori
- Oscar Holter – cori
- Ludvig Soderberg – cori
- Jacob Jerlström – cori
- Oscar Görres – cori
- Șerban Ghenea – missaggio
- John Hanes – ingegneria del suono
- Tom Coyne – mastering

## Classifiche
| Classifica (2015)         | Posizione massima |
| ------------------------- | ----------------- |
| Finlandia (airplay)       | 46                |
| Repubblica Ceca (airplay) | 17                |